# Artiocetus
Artiocetus clavis
Genre
Artiocetus est un genre fossile de baleines primitives de la famille des protocetidés. L'espèce type, et unique espèce du genre, est Artiocetus clavis. Il s'agit d'un proche parent de Rodhocetus.

## Historique
Ce genre et cette espèce ont été décrits en 2001 par Philip D. Gingerich, Munir ul Haq, Iyad S. Zalmout, Intizar Hussain Khan et M. Sadiq Malkani.

## Description
Artiocetus clavis date du Lutétien inférieur, soit il y a 47 millions d'années. C'est l'un des plus anciens archéocètes Protocétidés.
Les fossiles, découverts dans la province pakistanaise du Balouchistan en 2001, ont montré qu’Artiocetus avait à la fois un astragale et un cuboïde à la cheville ce qui est caractéristique des artiodactyles. La distribution des fossiles en Inde, au Pakistan, Afrique, Europe et Amérique du Nord suggère que cette espèce affectionnait les climats chauds et tropicaux.

## Publication originale
- (en) Philip D. Gingerich, Munir ul Haq, Iyad S. Zalmout, Intizar Hussain Khan et M. Sadiq Malkani, « Origin of whales from early artiodactyls: hands and feet of Eocene Protocetidae from Pakistan », Science, Amérique septentrionale, AAAS, vol. 293, no 5538,‎ 21 septembre 2001, p. 2239-42 (ISSN 0036-8075 et 1095-9203, OCLC 1644869, PMID 11567134, DOI 10.1126/SCIENCE.1063902).